# 耳絨鼻鯰
耳絨鼻鯰，為輻鰭魚綱鯰形目毛鼻鯰科的其中一種。分布於南美洲巴西Xingu河下游流域，體長可達3公分，棲息在底層水域，生活習性不明。